# Мейреллиш, Фернанду
Фернанду Мейреллиш (порт.-браз. Fernando Meirelles, 9 ноября 1955, Сан-Паулу, Бразилия) — бразильский кинорежиссёр и сценарист, номинант на премию  «Оскар».

## Биография
Сын гастроэнтеролога, много путешествовавшего с семьей по Азии и Северной Америке. В 12 лет получил в подарок кинокамеру. Окончил школу архитектуры и градостроительства университета Сан-Паулу, в качестве диплома представил снятый в Японии документальный фильм. Впоследствии работал на телевидении, снимал рекламные ролики. В начале 1980-х организовал с друзьями независимую кинокомпанию, стал одним из крупнейших производителей рекламы в стране. Снимал телесериалы, короткометражные фильмы. Его первой полнометражной картиной стал «Город Бога», который и принес режиссёру мировую известность.

## Фильмография
- 1998 — Чокнутый парень 2: Путешествие / Menino Maluquinho 2: A Aventura
- 2000 — Ларанинья и Асерола / Palace II
- 2001 — Начало / Domésticas
- 2002 — Город Бога / Cidade de Deus
- 2005 — Преданный садовник / The Constant Gardener
- 2008 — Слепота / Blindness
- 2012 — Калейдоскоп любви / 360 (по драме Артура Шницлера «Хоровод»)
- 2019 — Два Папы / The Two Popes

## Признание
На начало 2013 года Фернанду Мейреллиш — обладатель 45 международных и национальных кинонаград.